# Piešťany flygplats
Piešťany flygplats (IATA: PZY, ICAO: LZPP) är en flygplats i närheten av staden Piešťany i Slovakien.

## Flygbolag och destinationer
Inga reguljära flyglinjer finns, flygplatsen används istället främst för charterflygningar:
- Eurowings (Berlin-Tegel)